# Proscymnodon
 (septembre 2017).
Genre
Le genre de requins Proscymnodon n'est pas reconnu par ITIS qui place ses deux espèces dans Centroscymnus

## Liste des espèces
Selon FishBase :
- Proscymnodon macracanthus  (Regan, 1906) - Pailona jaune
- Proscymnodon plunketi  (Waite, 1910) - Pailona austral